# Buloh (Kunduran)
Buloh is een bestuurslaag in het regentschap Blora van de provincie Midden-Java, Indonesië. Buloh telt 3405 inwoners (volkstelling 2010).